# Tetsurō Amino
Tetsurō Amino (アミノ テツロー Amino Tetsurō?, nombre de nacimiento: 網野 哲郎) es un director, animador, guionista y guionista gráfico de anime japonés.
Entre sus obras más destacadas se encuentran Idol Densetsu Eriko, Idol Tenshi Yōkoso Yōko, Ashita e Free Kick, Shippū! Iron Leaguer, Macross 7, Bakusō Kyōdai Let's & Go!!, DT Eightron y Bubu Chacha entre otras.

## Carrera
Amino nació el 10 de octubre de 1955 en la Prefectura de Chiba, Japón. Tras graduarse de la Escuela Secundaria Metropolitana de Shinjuku, trabajó durante un período como extra en producciones de acción real, destacando su papel como mono en una serie de Tsuburaya Productions. Esta experiencia le permitió familiarizarse con el proceso de producción audiovisual, pero también le llevó a decidir enfocar su carrera en la creación “detrás de cámaras” en lugar de la actuación. Con este objetivo, estudió en la Escuela Especializada de Fotografía de Tokio, donde adquirió habilidades técnicas relacionadas con la imagen. Al concluir sus estudios, ingresó en Ashi Productions como asistente de producción en el sector de la animación. La combinación de dinamismo, creatividad y trabajo colaborativo en esta industria lo motivó a continuar su carrera en el ámbito del anime. Después de colaborar con Kokusai Eigasha y Studio Pierrot, desarrolló gran parte de su trayectoria profesional durante las décadas de 1980 y 1990 en Nippon Sunrise y Ashi Productions.
Uno de los grandes hitos de su carrera es el anime Shippū! Iron Leaguer, en el cual estuvo involucrado desde su concepción. A pesar de haber finalizado en 1994, la serie cuenta con numerosos seguidores, y se han realizado eventos en honor tanto al anime como al propio director hasta 2023.
En 1997, mientras dirigía el anime Bakusō Kyōdai Let's & Go!!, escribió la letra de la canción «"Oretachi" no Theme» (「俺たち」のテーマ?), tema de cierre de la película de la serie, la cual también dirigió. Además, incursionó en otras composiciones musicales. La serie logró un buen nivel de éxito, con eventos realizados en distintas partes de Japón con la participación del propio Amino, quien incluso estuvo involucrado en el lanzamiento de cajas especiales con material del anime. En 2009, fue anunciado como director de la nueva adaptación de Konchū Monogatari Minashigo Hutch. En 2015, fue elegido como director para encargarse de la adaptación al anime del manga Nijiiro Days.
Sus obras se caracterizan por un fuerte aprecio por la música y la tranquilidad, así como por una marcada postura de rechazo hacia los conflictos.

## Trabajos

### Series de televisión
Destaca papeles con funciones de dirección de series.
| Año  | Título                                                 | Director(es)                                                | Estudio                                  | Funciones | Refs.                |
| ---- | ------------------------------------------------------ | ----------------------------------------------------------- | ---------------------------------------- | --- | -------------------- |
| 1980 | Futago no Monchhichi                                   | Hiroshi Jinsenji                                            | Ashi Productions                         | Gerente de producción | [ 12 ] [ 13 ]        |
| 1981 | Sengoku Majin Gōshōgun                                 | Kunihiko Yuyama                                             | Ashi Productions                         | Guionista gráfico (#5) | [ 12 ] [ 13 ]        |
| 1981 | Urusei Yatsura                                         | Mamoru Oshii Kazuo Yamazaki                                 | Studio Pierrot Studio Deen               | Director de episodios (#95, 98, 102)                                                                                             | [ 12 ] [ 13 ]        |
| 1982 | Makyō Densetsu Acrobunch                               | Ryō Yasumura Takao Yotsuji (#1-12) Takashi Hisaoka (#13-24) | Kokusai Eigasha                          | Director de episodio asistente (#14)                                                                                             | [ 12 ] [ 13 ]        |
| 1982 | Ochamegami Monogatari: Korokoro Pollon                 | Takao Yotsuji                                               | Kokusai Eigasha                          | Director de episodios (#33, 37, 42, 46) Director de episodios asistente (#22, 29) Guionista gráfico (#37, 42, 46)                | [ 12 ] [ 13 ]        |
| 1982 | Cybot Robocchi                                         | Tatsuya Kasahara                                            | Knack Productions                        | Guionista gráfico (#16, 21, 26, 30)                                                                                              | [ 12 ] [ 13 ]        |
| 1983 | Nanako SOS                                             | Akira Shigino                                               | Kokusai Eigasha                          | Director de episodios (#5, 9, 13, 18, 38) Guionista gráfico (#5, 13, 23, 31, 38)                                                 | [ 12 ] [ 13 ]        |
| 1983 | Spoon Obasan                                           | Keiji Hayakawa                                              | Studio Pierrot                           | Director de episodios (19 episodios) Guionista gráfico (#22, 33, 39, 63, 83, 93, 113, 124)                                       | [ 12 ] [ 13 ]        |
| 1983 | Pure-tou no Nakama-tachi                               | Nobuo Ōnuki                                                 | Zuiyo Eizō                               | Director de episodio (#21) | [ 12 ] [ 13 ]        |
| 1983 | Ginga Hyōryū Vifam                                     | Takeyuki Kanda                                              | Nippon Sunrise                           | Director de episodios (#2, 9, 14, 17, 21, 27, 32, 36, 40, 45) Guionista gráfico (#9, 17, 27, 32, 36, 40, 45)                     | [ 12 ] [ 13 ]        |
| 1984 | Chō Kōsoku Galvion                                     | Akira Shigino                                               | Artmic                                   | Guionista gráfico (#9, 19) | [ 12 ] [ 13 ]        |
| 1984 | Sōya Monogatari                                        | Takashi Hisaoka                                             | Kokusai Eigasha                          | Guionista gráfico (#1) | [ 12 ] [ 13 ]        |
| 1984 | Chikkun Takkun                                         | Keiji Hayakawa (#1-14) Masami Annai (#15-23)                | Studio Pierrot Gallop                    | Guionista gráfico (#10) | [ 12 ] [ 13 ]        |
| 1984 | Chōriki Robo Galatt                                    | Tetsurō Amino Takeyuki Kanda                                | Nippon Sunrise                           | Director jefe Supervisión de producción Director de episodios (#2, 6, 8, 21) Guionista gráfico (#2, 6, 8, 12, 15, 19, 21, 24-25) | [ 14 ]               |
| 1985 | Mobile Suit Zeta Gundam                                | Yoshiyuki Tomino                                            | Nippon Sunrise                           | Guionista gráfico (#11) | [ 12 ] [ 13 ]        |
| 1985 | Chōjū Kishin Dancougar                                 | Seiji Okuda                                                 | Ashi Productions                         | Director de episodios (#9, 14, 18) Guionista gráfico (#9, 14, 18, 22, 29, 36)                                                    | [ 12 ] [ 13 ]        |
| 1985 | Dirty Pair                                             | Norio Kashima Toshifumi Takizawa                            | Nippon Sunrise                           | Guionista gráfico (#2, 6, 8, 23)                                                                                                 | [ 12 ] [ 13 ]        |
| 1985 | Aoki Ryūsei SPT Layzner                                | Ryōsuke Takahashi                                           | Nippon Sunrise                           | Director de episodios (#2, 7, 11, 14, 18, 24, 29) Guionista gráfico (14 episodios)                                               | [ 12 ] [ 13 ]        |
| 1986 | Wonder Beat Scramble                                   | Satoshi Dezaki (#1-15) Seiji Arihara (#16-26)               | Mushi Production                         | Guionista gráfico (#5) | [ 12 ] [ 13 ]        |
| 1987 | Kikō Senki Dragonar                                    | Takeyuki Kanda                                              | Sunrise                                  | Guionista gráfico (#27) | [ 12 ] [ 13 ]        |
| 1987 | City Hunter                                            | Kenji Kodama                                                | Sunrise                                  | Director de episodios (#2, 7) Guionista gráfico (#2, 7, 15, 21, 32)                                                              | [ 12 ] [ 13 ]        |
| 1987 | Mister Ajikko                                          | Yasuhiro Imagawa                                            | Sunrise                                  | Guionista gráfico (#21, 27) | [ 12 ] [ 13 ]        |
| 1987 | Anime Sanjūshi                                         | Kunihiko Yuyama                                             | Gallop Gakken                            | Director de episodios (#28, 32, 36, 39, 44, 47) Guionista gráfico (#28, 32, 36, 39, 44, 47)                                      | [ 12 ] [ 13 ]        |
| 1988 | City Hunter 2                                          | Kenji Kodama                                                | Sunrise                                  | Guionista gráfico (#37) | [ 12 ] [ 13 ]        |
| 1988 | Doctor Chichibuyama                                    | Tetsurō Amino                                               | Production Reed                          | Director Guionista gráfico | [ 15 ]               |
| 1989 | Idol Densetsu Eriko                                    | Tetsurō Amino                                               | Ashi Productions                         | Director Guionista (#40) Director de episodios (#1, 28) Guionista gráfico (#1-2, 5, 8, 15, 23, 28, 37, 39-40)                    | [ 16 ]               |
| 1990 | Idol Tenshi Yōkoso Yōko                                | Tetsurō Amino                                               | Ashi Productions                         | Director Guionista (#41) Guionista gráfico (#1, 21, 32, 42-43)                                                                   | [ 17 ]               |
| 1992 | Ashita e Free Kick                                     | Tetsurō Amino                                               | Production Reed                          | Director Guionista (#26) Director de episodio (#26) Guionista gráfico (#1-3, 26, 32, 38, 44, 48, 51-52)                          | [ 18 ]               |
| 1993 | Shippū! Iron Leaguer                                   | Tetsurō Amino                                               | Sunrise                                  | Director Guionista (#38) Guionista gráfico (#1, 17, 26, 38, 47)                                                                  | [ 19 ] [ 20 ]        |
| 1994 | Macross 7                                              | Tetsurō Amino                                               | Ashi Productions                         | Director Guionista (#39) Guionista gráfico (#1-2, 9, 17, 49)                                                                     | [ 21 ]               |
| 1996 | Bakusō Kyōdai Let's & Go                               | Tetsurō Amino                                               | Xebec                                    | Director Guionista gráfico (#1)                                                                                                  | [ 22 ]               |
| 1997 | Bakusō Kyōdai Let's & Go WGP                           | Takao Kato                                                  | Xebec                                    | Guionista (#1) | [ 12 ] [ 13 ]        |
| 1998 | Ginga Hyōryū Vifam 13                                  | Toshifumi Kawase                                            | Sunrise                                  | Concepto original Director de episodios (#1, 4) Guionista gráfico (#1, 4)                                                        | [ 23 ]               |
| 1998 | Akihabara Dennō-gumi                                   | Yoshitaka Fujimoto                                          | Ashi Productions                         | Guionista gráfico (#10) | [ 12 ] [ 13 ]        |
| 1998 | DT Eightron                                            | Tetsurō Amino                                               | Sunrise                                  | Director Guionista gráfico (#1, 26)                                                                                              | [ 24 ] [ 25 ]        |
| 1998 | Saint Luminous Jogakuin                                | Tetsurō Amino                                               | Triangle Staff                           | Director Guionista gráfico (#1-2, 13)                                                                                            | [ 26 ]               |
| 1999 | Turn A Gundam                                          | Yoshiyuki Tomino                                            | Sunrise                                  | Guionista gráfico (#26, 40) | [ 12 ] [ 13 ]        |
| 1999 | Norimono Ōkoku BuBu ChaCha                             | Tetsurō Amino                                               | Daume                                    | Director Creador original Guionista gráfico (#1, 14, 25-26)                                                                      | [ 27 ]               |
| 2000 | Karakuri Kiden: Hiwō Senki                             | Tetsurō Amino                                               | Bones                                    | Director Director de episodios (#1; OP) Guionista gráfico (#1-4, 26; OP)                                                         | [ 28 ]               |
| 2001 | Daisuki! BuBu ChaCha                                   | Tetsurō Amino                                               | Daume                                    | Director Creador original Director ejecutivo Guionista gráfico                                                                   | [ 29 ]               |
| 2002 | Wagamama☆Fairy Mirumo de Pon!                          | Keni'chi Kasai                                              | Studio Hibari                            | Guionista gráfico (#4) | [ 12 ] [ 13 ]        |
| 2002 | Naruto                                                 | Hayato Date                                                 | Studio Pierrot                           | Guionista gráfico (#76, 83, 89)                                                                                                  | [ 12 ] [ 13 ]        |
| 2003 | Crush Gear Nitro                                       | Tetsurō Amino                                               | Sunrise                                  | Director Guionista gráfico (#1, 20, 50)                                                                                          | [ 30 ] [ 31 ]        |
| 2004 | Akuei to Gacchinpo                                     | Tsutomu Makiya                                              | Spring House Entertainment               | Guionista gráfico (#4) | [ 12 ] [ 13 ]        |
| 2004 | Onmyō Taisenki                                         | Masakazu Hishida                                            | Sunrise                                  | Guionista gráfico (#4, 16, 21, 25, 30, 36, 41, 46)                                                                               | [ 12 ] [ 13 ]        |
| 2005 | Oretachi Ijiwaru Kei                                   | Tetsurō Amino Shinji Takamatsu                              | Karaku                                   | Director | [ 12 ] [ 13 ]        |
| 2006 | Silk Road Shōnen Yūto                                  | Tetsurō Amino                                               | OLM                                      | Director Composición de la serie                                                                                                 | [ 12 ] [ 13 ]        |
| 2006 | Yoake Mae yori Ruriiro na: Crescent Love               | Masahiko Ōta                                                | Daume                                    | Guionista gráfico (#7) | [ 12 ] [ 13 ]        |
| 2007 | Heroic Age                                             | Takashi Noto Toshimasa Suzuki                               | Xebec                                    | Guionista gráfico (#21) | [ 12 ] [ 13 ]        |
| 2007 | Minami-ke                                              | Masahiko Ōta                                                | Daume                                    | Guionista gráfico (#4, 8, 12-13)                                                                                                 | [ 12 ] [ 13 ]        |
| 2008 | Mnemosyne: Mnemosyne no Musume-tachi                   | Shigeru Ueda                                                | Xebec                                    | Guionista gráfico (#4) | [ 12 ] [ 13 ]        |
| 2008 | To Love-Ru                                             | Takao Kato                                                  | Xebec                                    | Guionista gráfico (#12) | [ 12 ] [ 13 ]        |
| 2008 | Kanokon                                                | Atsushi Ōtsuki                                              | Xebec                                    | Guionista gráfico (#2, 8) | [ 12 ] [ 13 ]        |
| 2008 | Kyō no Go no Ni                                        | Tsuyoshi Nagasawa                                           | Xebec                                    | Guionista gráfico (#13) | [ 12 ] [ 13 ]        |
| 2010 | Shiki                                                  | Tetsurō Amino                                               | Daume                                    | Director Director de episodios (#OP 1-2) Guionista gráfico (#22; OP 1-2)                                                         | [ 32 ] [ 33 ]        |
| 2012 | Arashi no Yoru ni: Himitsu no Tomodachi                | Tetsurō Amino                                               | Sparky Animation                         | Director Guionista gráfico (#2-4, 6, 8)                                                                                          | [ 33 ]               |
| 2012 | Chōsoku Henkei Gyrozetter                              | Shinji Takamatsu Kunihiro Mori                              | A-1 Pictures                             | Guionista gráfico (#25, 37, 45)                                                                                                  | [ 12 ] [ 13 ]        |
| 2013 | Danchi Tomō                                            | Ayumu Watanabe                                              | Shogakukan Music & Digital Entertainment | Director de episodio (#10) Guionista gráfico (#13, 15, 21, 25, 27, 32)                                                           | [ 12 ] [ 13 ]        |
| 2014 | Break Blade                                            | Tetsurō Amino Nobuyoshi Habara                              | Production I.G Xebec                     | Director jefe Guionista gráfico (#1)                                                                                             | [ 34 ]               |
| 2014 | Oreca Battle                                           | Tetsurō Amino                                               | Xebec OLM                                | Director jefe Guionista gráfico (#1-2, 51; OP)                                                                                   | [ 35 ]               |
| 2015 | Himōto! Umaru-chan                                     | Masahiko Ōta                                                | Doga Kobo                                | Guionista gráfico (#6, 11) | [ 12 ] [ 13 ]        |
| 2016 | Nijiiro Days                                           | Tetsurō Amino Tomihiko Ōkubo                                | Production Reed                          | Director jefe Director de episodios (#3-4, 9-10; ED 4-6) Guionista gráfico (#ED 4-6)                                             | [ 36 ]               |
| 2016 | Koneko no Chi: Ponponra Daibōken                       | Kiminori Kusano                                             | Marza Animation Planet                   | Guionista gráfico | [ 12 ] [ 13 ]        |
| 2017 | The Snack World                                        | Akihiro Hino Takeshi Mori                                   | OLM OLM Digital                          | Guionista gráfico (#5, 11, 15, 21, 31, 38, 42, 47)                                                                               | [ 12 ] [ 13 ]        |
| 2018 | Koneko no Chi: Ponponra Dairyokō                       | Kiminori Kusano                                             | Marza Animation Planet                   | Guionista gráfico | [ 12 ] [ 13 ]        |
| 2018 | Piano no Mori                                          | Ryūtarō Suzuki Gaku Nakatani                                | Gaina                                    | Guionista gráfico (#1-2, 7, 12)                                                                                                  | [ 12 ] [ 13 ]        |
| 2019 | Piano no Mori 2nd Season                               | Hiroyuki Yamaga                                             | Gaina                                    | Guionista gráfico (#1) | [ 12 ] [ 13 ]        |
| 2020 | 100-man no Inochi no Ue ni Ore wa Tatte Iru            | Kumiko Habara                                               | Maho Film                                | Guionista gráfico (#5) | [ 12 ] [ 13 ]        |
| 2020 | Iwa Kakeru! Climbing Girls                             | Tetsurō Amino                                               | Blade                                    | Director jefe Guionista gráfico (#1-2, 12)                                                                                       | [ 37 ]               |
| 2021 | 100-man no Inochi no Ue ni Ore wa Tatte Iru 2nd Season | Kumiko Habara                                               | Maho Film                                | Guionista gráfico (#18, 21, 24)                                                                                                  | [ 12 ] [ 13 ]        |
| 2021 | Jahy-sama wa Kujikenai!                                | Mirai Minato                                                | Silver Link                              | Guionista gráfico (#8, 13, 17)                                                                                                   | [ 12 ] [ 13 ]        |
| 2022 | Leadale no Daichi nite                                 | Yūji Yanase                                                 | Maho Film                                | Guionista gráfico (#2) | [ 12 ] [ 13 ]        |
| 2022 | Cap Kakumei Bottleman DX                               | Itsurō Kawasaki                                             | Gaina                                    | Guionista gráfico (#14-15) | [ 12 ] [ 13 ]        |
| 2022 | Chīkawa                                                | Takenori Mihara                                             | Doga Kobo                                | Guionista gráfico (#40-45, 54-56, 66-69, 76-81)                                                                                  | [ 12 ] [ 13 ]        |
| 2022 | Shijō Saikyō no Daimaō, Murabito A ni Tensei Suru      | Mirai Minato                                                | Silver Link Blade                        | Guionista gráfico (#5) | [ 12 ] [ 13 ]        |
| 2022 | Saikin Yatotta Maid ga Ayashii                         | Mirai Minato Misuzu Hoshino                                 | Silver Link Blade                        | Guionista gráfico (#3, 7, 11) | [ 12 ] [ 13 ]        |
| 2022 | Akuyaku Reijō Nanode Rasubosu o Katte Mimashita        | Kumiko Habara                                               | Maho Film                                | Guionista gráfico (#9, 12) | [ 12 ] [ 13 ]        |
| 2024 | Dosanko Gal wa Namara Menkoi                           | Mirai Minato Misuzu Hoshino                                 | Silver Link Blade                        | Guionista gráfico (#3) | [ 12 ] [ 13 ]        |
| 2025 | Kono Kaisha ni Suki na Hito ga Imasu                   | Naoko Takeichi                                              | Blade                                    | Guionista gráfico (#8) | [ 12 ] [ 13 ]        |
| 2025 | Hotel Inhumans                                         | Tetsurō Amino                                               | Bridge                                   | Director | [ 38 ] [ 39 ] [ 40 ] |

### Películas
Destaca papeles con funciones de dirección de series.
| Año  | Título                                                     | Director(es)                                           | Estudio              | Funciones                                                                      | Refs.         |
| ---- | ---------------------------------------------------------- | ------------------------------------------------------ | -------------------- | ------------------------------------------------------------------------------ | ------------- |
| 1987 | Batsu & Terry                                              | Tetsurō Amino                                          | Sunrise              | Director                                                                       | [ 41 ]        |
| 1993 | Mobile Suit SD Gundam Festival                             | Takashi Imanishi (Parte 1) Tetsurō Amino (Parte 2 y 3) | Sunrise              | Director (Parte 2 y 3) Guionista (Parte 2 y 3) Guionista gráfico (Parte 2 y 3) | [ 42 ]        |
| 1995 | Macross 7 Movie: Ginga ga Ore wo Yondeiru!                 | Tetsurō Amino                                          | Ashi Productions     | Director                                                                       | [ 43 ]        |
| 1997 | Bakusō Kyōdai Let's & Go!! WGP Bōsō Mini Yonku Daitsuiseki | Tetsurō Amino                                          | Xebec                | Director Guionista                                                             | [ 44 ]        |
| 2010 | Break Blade Movie 1: Kakusei no Toki                       | Tetsurō Amino Nobuyoshi Habara                         | Production I.G Xebec | Director jefe Guionista gráfico                                                | [ 12 ] [ 13 ] |
| 2010 | Break Blade Movie 2: Ketsubetsu no Michi                   | Tetsurō Amino Nobuyoshi Habara                         | Production I.G Xebec | Director jefe Guionista gráfico                                                | [ 12 ] [ 13 ] |
| 2010 | Konchū Monogatari Mitsubachi Hutch: Yūki no Melody         | Tetsurō Amino                                          | Tatsunoko Production | Director Director de sonido Guionista gráfico                                  | [ 45 ]        |
| 2010 | Break Blade Movie 3: Kyōjin no Ato                         | Tetsurō Amino Nobuyoshi Habara                         | Production I.G Xebec | Director jefe Guionista gráfico                                                | [ 12 ] [ 13 ] |
| 2010 | Break Blade Movie 4: Sanka no Chi                          | Tetsurō Amino Nobuyoshi Habara                         | Production I.G Xebec | Director jefe Guionista gráfico                                                | [ 12 ] [ 13 ] |
| 2011 | Break Blade Movie 5: Shisen no Hate                        | Tetsurō Amino Nobuyoshi Habara                         | Production I.G Xebec | Director jefe Guionista gráfico                                                | [ 12 ] [ 13 ] |
| 2011 | Break Blade Movie 6: Dōkoku no Toride                      | Tetsurō Amino Nobuyoshi Habara                         | Production I.G Xebec | Director jefe Guionista gráfico                                                | [ 12 ] [ 13 ] |
| 2012 | Macross FB7: Ore no Uta wo Kike!                           | Tetsurō Amino                                          | Satelight            | Director Guionista                                                             | [ 46 ]        |

### ONAs
| Año  | Título                      | Director(es)  | Estudio        | Funciones | Refs.         |
| ---- | --------------------------- | ------------- | -------------- | --------- | ------------- |
| 2018 | Yin Yang Shi: Ping An Wu Yu | Tetsurō Amino | Blade Thundray | Director  | [ 12 ] [ 13 ] |

### OVAs
Destaca papeles con funciones de dirección de series.
| Año  | Título                                                   | Director(es)                                    | Estudio                 | Funciones                                            | Refs.         |
| ---- | -------------------------------------------------------- | ----------------------------------------------- | ----------------------- | ---------------------------------------------------- | ------------- |
| 1986 | Aoki Ryūsei SPT Layzner OVA                              | Ryōsuke Takahashi                               | Nippon Sunrise          | Guionista gráfico (#5)                               | [ 12 ] [ 13 ] |
| 1987 | Dirty Pair: Lovely Angels yori Ai wo Komete              | Norio Kashima Toshifumi Takizawa                | Nippon Sunrise          | Guionista gráfico (#2)                               | [ 12 ] [ 13 ] |
| 1987 | Dirty Pair OVA                                           | Katsuyoshi Yatabe                               | Sunrise Kino Production | Guionista gráfico (#4)                               | [ 12 ] [ 13 ] |
| 1988 | Uchū no Senshi                                           | Tetsurō Amino                                   | Sunrise                 | Director Guionista gráfico (#1-3, 6)                 | [ 12 ] [ 13 ] |
| 1989 | Mobile Suit SD Gundam Mk. II                             | Tetsurō Amino                                   | Sunrise                 | Director Guionista                                   | [ 12 ] [ 13 ] |
| 1989 | Mobile Suit SD Gundam's Counterattack                    | Tetsurō Amino                                   | Sunrise                 | Director Guionista                                   | [ 47 ]        |
| 1990 | Mobile Suit SD Gundam Mk. III                            | Tetsurō Amino (#1-2) Shinji Takamatsu (#3-6)    | Sunrise                 | Director (#1-2) Guionista                            | [ 12 ] [ 13 ] |
| 1990 | SD Gundam Gaiden                                         | Tetsurō Amino                                   | Sunrise                 | Director Guionista                                   | [ 48 ]        |
| 1990 | Lemon Angel YJ-ban                                       | Tetsurō Amino                                   | MI                      | Director Guionista Guionista gráfico                 | [ 12 ] [ 13 ] |
| 1990 | Mobile Suit SD Gundam Mk. IV                             | Shinji Takamatsu (#1) Tetsurō Amino (#2)        | Sunrise                 | Director (#2) Guionista (#2)                         | [ 12 ] [ 13 ] |
| 1990 | Mobile Suit SD Gundam Mk. V                              | Tetsurō Amino (#1, 3) Shinji Takamatsu (#2)     | Sunrise                 | Director (#1, 3) Guionista (#1)                      | [ 12 ] [ 13 ] |
| 1991 | Arslan Senki                                             | Mamoru Hamatsu (#1-2, 5-6) Tetsurō Amino (#3-4) | animate Film Aubec      | Director (#3-4)                                      | [ 12 ] [ 13 ] |
| 1992 | High School Jingi                                        | Tetsurō Amino                                   | J.C.Staff               | Director Guionista gráfico                           | [ 12 ] [ 13 ] |
| 1992 | Don: Gokudō Suikoden                                     | Osamu Sekita                                    | J.C.Staff               | Guionista Guionista gráfico                          | [ 12 ] [ 13 ] |
| 1994 | Iria: Zeiram The Animation                               | Tetsurō Amino                                   | Ashi Productions        | Director Guionista (#1, 3) Guionista gráfico (#1, 6) | [ 12 ] [ 13 ] |
| 1994 | Shippū! Iron Leaguer: Silver no Hata no Moto ni          | Tetsurō Amino                                   | Sunrise                 | Director                                             | [ 12 ] [ 13 ] |
| 1995 | Macross 7 Encore                                         | Tetsurō Amino                                   | Ashi Productions        | Director                                             | [ 12 ] [ 13 ] |
| 1996 | Marriage: Kekkon                                         | Kazuhiro Ozawa                                  | Sofix                   | Supervisión Guionista (#1)                           | [ 12 ] [ 13 ] |
| 1996 | Ultraman: Chō Tōshi Gekiden - Suisei Senjin Tsuifon Tōjō | Tetsurō Amino                                   | Tsuburaya Productions   | Director                                             | [ 12 ] [ 13 ] |
| 1996 | Kojin Jugyō                                              | Tetsurō Amino                                   | J.C.Staff               | Director                                             | [ 12 ] [ 13 ] |
| 1996 | Hōma Hunter Lime                                         | Tetsurō Amino                                   | Ashi Productions        | Director                                             | [ 12 ] [ 13 ] |
| 1997 | Macross Dynamite 7                                       | Tetsurō Amino                                   | Ashi Productions        | Director                                             | [ 49 ]        |
| 1998 | DinoZone                                                 | Tetsurō Amino                                   | Sunrise                 | Director Composición de la serie                     | [ 50 ]        |
| 2003 | Kagerōka-kun                                             | Tetsurō Amino                                   | Sunrise                 | Director                                             | [ 51 ]        |
| 2014 | Futari Ecchi                                             | Tetsurō Amino                                   | Production Reed         | Director Guionista gráfico                           | [ 52 ]        |
| 2016 | Fairy Tail OVA                                           | Jun'ichi Kitamura                               | A-1 Pictures            | Guionista gráfico (#1)                               | [ 12 ] [ 13 ] |
| 2017 | Uchū Senkan Yamato 2202: Ai no Senshi-tachi              | Nobuyoshi Habara                                | Xebec                   | Guionista gráfico (#2, 10, 15)                       | [ 12 ] [ 13 ] |

### Especiales
Destaca papeles con funciones de dirección de series.
| Año  | Título                                                       | Director(es)                           | Estudio              | Funciones                                                 | Refs.         |
| ---- | ------------------------------------------------------------ | -------------------------------------- | -------------------- | --------------------------------------------------------- | ------------- |
| 1990 | Obatalian                                                    | Tetsurō Amino                          | Sunrise              | Director Guionista gráfico (#5)                           | [ 53 ]        |
| 1995 | Macross 7 Plus                                               | Tetsurō Amino Yoshitaka Fujimoto (#12) | Ashi Productions     | Director Director de episodio (#2) Guionista gráfico (#3) | [ 12 ] [ 13 ] |
| 1996 | Mobile Suit Gundam: The 08th MS Team                         | Tetsurō Amino                          | Sunrise              | Director                                                  | [ 12 ] [ 13 ] |
| 2008 | Lupin III: Sweet Lost Night - Mahō no Lamp wa Akumu no Yokan | Tetsurō Amino                          | TMS Entertainment    | Director Guionista gráfico                                | [ 54 ]        |
| 2010 | Lupin III: The Last Job                                      | Tetsurō Amino                          | TMS Entertainment    | Director Guionista gráfico                                | [ 55 ]        |
| 2011 | Shiki Specials                                               | Tetsurō Amino                          | Daume                | Director                                                  | [ 12 ] [ 13 ] |
| 2014 | Break Blade: Virgins War                                     | Tetsurō Amino Nobuyoshi Habara         | Production I.G Xebec | Director jefe                                             | [ 12 ] [ 13 ] |